# Piia-Noora Kauppi
Piia-Noora Kauppi, född 7 januari 1975 i Uleåborg, är en finländsk politiker. Hon var EU-parlamentariker för Samlingspartiet 1999–2008. Hon är verkställande direktör för Finansbranschens Centralförbund sedan 1 januari 2009.

## Politiska intresseområden
Bland de politiska frågor hon intresserat sig för kan nämnas dödsstraff, som hon motsätter sig, samt homosexuellas rättigheter och kvinnors rättigheter. 

## Familjeliv
Kauppi bor i Uleåborg tillsammans med sin familj, man och två barn. 